# Nagoya TV ニュース広場
『Nagoya TV ニュース広場』（なごやテレビニュースひろば）は、1987年10月19日から1989年3月31日まで1年半、名古屋テレビで3代目の平日夕方6時台に生放送されていた中京ローカルのニュースワイド番組である。

## 番組概要
- テレビ朝日発の全国ニュース『ANNニュースレーダー』の内包番組として放送されていた『ANN Nagoya TV ニュースJUST6』に替わってスタート。

- 東海3県のローカルニュースと天気予報を名古屋テレビのニューススタジオから伝えていた。

- この番組編成になった理由は、前番組の「ANNニュースレーダー」が夕方6時からの45分編成になったものの、夜7時20分スタートの夕方ネットニュース「ニュースシャトル ANN」の立ち上げによって放送終了する事になり、「JUST6」も同時に余儀無く放送を終了したためである。

- そして夕方6時スタートにシフトした「ANNニュースレーダー」を「JUST6」と言う題名に差し替えてネットしていた局であった名古屋テレビのローカルニュース枠を夕方6時の時間帯に残して「Nagoya TV ニュース広場」と言う夕方6時25分スタートのニュースとして存続させる方針にしたからである。

- 時々番組の放送時間が夕方6時に前倒しされる事があった。

- この理由は、当時名古屋テレビでニュース広場の放送時代に平日夕方6時から6時25分の間、『科学戦隊ダイナマン → 超電子バイオマン → 電撃戦隊チェンジマン → 超新星フラッシュマン → 光戦隊マスクマン』の間までのスーパー戦隊シリーズの再放送をテレビ朝日の『パオパオチャンネル』をネットする代わりに実施していた傑作選枠を、テレビ朝日が夜7時からプロ野球中継を放送するためにANN系全国ニュースであった『ニュースシャトル ANN』を30分編成に短縮して夕方6時半から放送するための代替措置として、スーパー戦隊シリーズ傑作選を夕方5時35分に25分前倒ししてまでニュース広場を夕方6時から25分前倒しして放送していたからである。

- しかし、重大事件や重大事故（「1988年の「上海列車事故」関連）が起きた時は、名古屋テレビのほうでスーパー戦隊シリーズの再放送を休止してニュース広場を夕方6時から開始して通常番組を挟んで、夕方6時50分から『ニュースシャトル ANN』の拡大版を放送していた（その間にも「上海列車事故」のニュースを伝える前に起きた曜日が金曜日だったため、『ドラえもん』の放送が行なわれた）。

- この不具合な編成状況が反省点となり、テレビ朝日は『ニュースシャトル ANN』を夕方6時からの全国＋ローカル枠の統合番組として生まれ変わらせ、『ドラえもん』をメインセールスにしているテレビ朝日系のゴールデンタイムは再び夜7時からの放送に戻り、他局との視聴率競合にテレビ朝日も参加しやすくなった。

- それに伴い、ニュース広場は『名古屋テレビニュースシャトル ANN』としてリニューアルし、『ニュースシャトル ANN』の東海ローカルパートとして稼動することになった。

- 1989年4月3日、それまで19:20から放送されていた『ニュースシャトル』が18:00開始になり、名古屋テレビのローカルニュースは同番組へ内包されることになったため、同タイトルでの放送を終了。以後は『名古屋テレビニュースシャトル』と題して放送された。

## 放送時間
- 月曜 - 金曜 18:25 - 18:45（1987年10月19日 - 1989年3月31日） - 直後の時間帯には『ヤン坊マー坊天気予報』が放送されていた。

## キャスター
両者ともに前番組『ANN Nagoya TV ニュースJUST6』からの続投で、放送開始時から終了時までキャスターを担当し続けた。後番組『名古屋テレビニュースシャトル』でも引き続きキャスターを務めていた。
- 岡田将雄（当時名古屋テレビアナウンサー）
- 安井由美（当時名古屋テレビアナウンサー）